# Бойль, Платон Алексеевич
Платон Алексеевич Бойль (Брединг, Брейнинг; ?—1825) — русский контр-адмирал, отец Р. П. Бойля.
В 1783 г. он перешел из английской службы в русскую в чине лейтенанта и был командирован в Архангельск. С 1784 г. — в Кронштадте и до 1788 г. был в кампании на брандвахтенных судах в Ревеле. В 1788 г. назначен командиром корабля «Цвей-брудер» и плавал между Ревелем и Кронштадтом.
В 1789 г. крейсировал в Балтийском море на корабле «Св. Петр» и принимал участие в Эландском сражении. 1 января 1790 года произведён в капитан-лейтенанты, в том же году за участие на корабле «Ростислав» в Ревельском и Выборгском сражениях награждён орденом Св. Владимира 4-й степени.
В 1792—1795 гг. плавал в Финском заливе. В 1795—1796 гг. в эскадре вице-адмирала Ханыкова был у берегов Англии и в Немецком море, а в 1799—1800 гг. снова плавал к берегам Англии, командуя фрегатом «Рафаил» в эскадре вице-адмирала Макарова. 28 ноября 1799 года произведён в капитаны 2 ранга, в 1801 г. назначен командиром корабля «Ярослав», при Ревельском порте.
9 января 1803 года произведён в капитаны 1 ранга, 26 ноября награждён орденом св. Георгия 4-й степени (№ 1530 по кавалерскому списку Григоровича — Степанова) за 18 морских кампаний. В кампанию 1805 года командовал кораблем «Изяслав» при Кронштадтском порте и «за усердие и исправное смотрение в корпусе малолетних юнг» удостоился Монаршего благоволения и пожалован бриллиантовым перстнем.
28 мая 1808 г. произведён в капитан-командоры. С 1812 по 1814 г. был командиром кораблей «Благодать» и «Юпитер». В эскадре адмирала Тета плавал к берегам Англии и Франции и перевозил десантные войска из Шербура и Любека в Кронштадт. В 1815—1820 гг. командовал 1-м корабельным экипажем в Кронштадте. 20 января 1816 г. произведён в контр-адмиралы.